# Plainview (Arkansas)
Pour les articles homonymes, voir Plainview.
Plainview est une ville du comté de Yell en Arkansas, aux États-Unis.

## Démographie
| 1910 | 1920 | 1930 | 1940 | 1950 | 1960 |
| ---- | ---- | ---- | ---- | ---- | ---- |
| 853  | 990  | 654  | 704  | 637  | 548  |

| 1970 | 1980 | 1990 | 2000 | 2010 | - |
| ---- | ---- | ---- | ---- | ---- | - |
| 677  | 752  | 685  | 755  | 608  | - |